# Santa Engracia (Tauste)
Santa Engracia es una localidad española perteneciente al municipio aragonés de Tauste, en la provincia de Zaragoza. Se estableció por orden del Instituto Nacional de Colonización franquista en los años 1970.

## Historia
El Instituto Nacional de Colonización fue un organismo de la Administración del Estado durante la dictadura franquista, que subsistió como tal hasta 1971 en que se fusionó con el Servicio de Concentración Parcelaria para formar el IRYDA. El objetivo del Instituto de Colonización era el de mover población hacia tierras poco explotadas (en muchos casos, por la mala calidad de las mismas) para redistribuir la población rural. Son muchos los pueblos creados durante la época franquista por este Instituto.
Santa Engracia fue el último pueblo de colonización construido en Aragón. Entre 1971 y 1975 llegaron a él 82 familias, procedentes de Navarra y de las provincias aragonesas de Huesca y Zaragoza, de poblaciones como Boquiñeni, Buñuel, Cabañas, Caminreal, Castejón de Valdejasa, Casetas, Cascajo, Cogullada, Lacorvilla, Ejea de los Caballeros, Erla, Fuentes de Ebro, Fustiñana, Gallur, Garrapinillos, Juslibol, Montañana, Novillas, Ontinar de Salz, Pedrola, Santa Isabel, Sobradiel o Tauste. En 1972 se alcanzó la cifra de 350 habitantes. [cita requerida]
Según el testimonio de algunos de aquellos pioneros, los primeros pobladores fueron: Obdulio Pola, guarda del I.R.C., Jesús Pérez Botaya, primer colono, y Manolo Domínguez como administrativo.
Al llegar al pueblo, los habitantes se encontraron con importantes dificultades. La construcción de Santa Engracia había terminado en 1961, pero no se habían adjudicado las viviendas y tierras ("lotes") hasta que el sistema de riego no estuvo operativo. Una década de abandono de las viviendas hacía que el pueblo estuviera prácticamente en ruinas.
La Junta de Colonos que crearon aquellos vecinos tuvo como primer presidente a Justo Francés Pardo. [cita requerida] En 1972 se inauguró la iglesia, en la parte más alta del pueblo. [cita requerida]En ese mismo año se funda la Sociedad Cooperativa de Santa Engracia [cita requerida] que trataba de facilitar la compra de material agrícola y la venta en común de productos del campo. En 1974 se construyeron la piscina y el merendero que se encuentra en el mismo recinto, junto al campo de fútbol. [cita requerida]
En 1977, la Junta de Colonos dio paso a una Asociación de Vecinos que no pudo impedir que Santa Engracia se convirtiera en un barrio de Tauste, [cita requerida] pese a diversos intentos de ser Ayuntamiento propio (de hecho, disponía de locales para esa administración local). En 1982, año en que los primeros vecinos consiguieron hacerse con la propiedad privada de los lotes, se construyeron 38 nuevos chalés en la zona más cercana a las piscinas. En los primeros años del siglo XXI continuó la ampliación del pueblo por ese mismo lugar.

## Fiestas
Las primeras fiestas locales se celebraron el 30 de septiembre de 1972. [cita requerida]

## Distinciones y honores
En 1974 Santa Engracia consiguió el primer premio de Embellecimiento de los Núcleos Urbanos y rurales. [cita requerida]